# All American (álbum)
All American é o terceiro álbum de estúdio do cantor estadunidense Nick Carter, lançado em 25 de novembro de 2015 através de sua própria gravadora Kaotic, Inc. O álbum contém todas as suas faixas co-compostas por Carter. Os singles "I Will Wait" e "19 in 99", foram os retirados do álbum, que contou ainda com as faixas "Get Over Me" e "Nothing's Gonna Change My Love For You" servindo como singles promocionais. 
Após o seu lançamento, All American tornou-se o terceiro álbum de Carter a figurar na parada de álbuns do Canadá e seu terceiro álbum consecutivo a atingir o top 30 no Japão. 

## Antecedentes, produção e composição
Em janeiro de 2015, Carter anunciou, após quatro anos desde o lançamento de seu álbum solo I'm Taking Off (2011), que estava trabalhando em seu terceiro álbum de estúdio, já sob o título de All American. A produção do álbum foi criada por Carter a fim de conter histórias em suas canções, onde ele poderia ser alegre e não levado a sério, além disso com All American, ele também teve o intuito de tentar coisas novas com sua música e retornar as suas raízes.
Musicalmente, All American combina uma mistura de gêneros que transitam entre o pop, rock e pop-punk, sua instrumentação apresenta elementos do rock como bateria e guitarra. Carter em entrevista a plataforma de rádio I Heart Radio, comentou sobre a escolha dizendo: 
| “ | Eu sou muito inspirado pelo rock e pop, e tenho isso em mim, e fiz álbuns assim no passado, então vai ter isso. Mas com certeza, também tem algum ritmo, alguma alma. Eu sinto que definitivamente estou mostrando a que vim como artista. Mas ele toca em todos os tipos de estilos e sensações diferentes; portanto, quando você ouve o álbum de cima para baixo, sabe que está sendo levado a um passeio. Como um musical. Como um filme, ou algo assim. | ” |

Canções como "19 in 99", "Tijuana", "All American" e "Left For Dead", contém um som de guitarra do punk-rock, em contrapartida, canções como "Get Over Me", "California", "Second Wind", "Swet" e "In Over My Head" possuem uma combinação de dance-pop com teen pop. Em "I Will Wait", Carter concentra-se em uma canção pop do tipo balada emocional, inspirada no cantor-compositor Ed Sheeran, que possui ainda elementos claros de violão, enquanto "Cherry Pie" contém elementos retrô em uma reminiscência a Mark Ronson.

## Singles
Antes do lançamento de All American, o single "I Will Wait" foi lançado através de formato digital em 12 de setembro de 2015 e atingiu o topo da parada estadunidense Billboard Trending 140 Chart. Em 24 de setembro, Carter apresentou-a durante a final do programa Dancing With The Stars, o qual era concorrente. Dois dias depois do lançamento do álbum, Carter anunciou que "Get Over Me", um dueto com a cantora canadense Avril Lavigne, seria lançada como um single promocional', devido à sua popularidade e ao pedido do público nas mídias sociais.
Em 3 de fevereiro de 2016, "Nothing's Gonna Change My Love for You", uma versão cover gravada originalmente pelo cantor George Benson, foi lançado como um single exclusivo do Japão, integrando o conteúdo de faixas bônus da edição japonesa de All American e contendo a participação do cantor Nissy. Seu lançamento estreou em número 86 pela parada japonesa Billboard Japan Hot 100
e em número 12 pelo iTunes Weekly Chart do país. Em 5 de fevereiro, "19 in 99" foi lançado como o último single a ser retirado do álbum.

## Divulgação

### All American Tour
A fim de promover o lançamento de All American, Carter embarcou na turnê intitulada All American Tour, que iniciou-se em 24 de fevereiro de 2016 em Sacramento, Estados Unidos em sua etapa pela América do Norte. Em julho do mesmo ano, a turnê realizou concertos pela América Latina. Seu repertório incluiu tanto canções de All American como de seus álbuns anteriores, além de canções de seu grupo Backstreet Boys e versões cover como "Wonderwall" de Oasis, "Jesse's Girl" de Rick Springfield, "Californication" de Red Hot Chili Peppers, "Free Fallin'" de Tom Petty, "Buddy Holly" de Weezer e "In the Air Tonight" de Phil Collins. 
Durante a All American Tour, seus companheiros de grupo AJ McLean e Brian Littrell, foram os convidados especiais em concertos realizados em Beverly Hills em 25 de fevereiro e Nova Iorque em 12 de março, respectivamente. 

## Lista de faixas
| All American - edição padrão |                                                   |                                                            |                |         |  |
| N.º                          | Título                                            | Compositor(es)                                             | Produtor(es)   | Duração |  |
| 1.                           | "19 in 99"                                        | Nick Carter Bryan Shackle Thomas Kipp Williams Dan Muckala | Muckala        | 3:25    |  |
| 2.                           | "Get Over Me" (com participação de Avril Lavigne) | Carter, Shackle, Williams, Muckala                         | Muckala        | 3:29    |  |
| 3.                           | "California"                                      | Carter Shackle Williams Muckala                            | Muckala        | 2:59    |  |
| 4.                           | "Second Wind"                                     | Carter Natasha Bedingfield Williams Muckala                | Muckala        | 3:30    |  |
| 5.                           | "Swet"                                            | Carter Shackle Williams Muckala                            | Muckala        | 2:42    |  |
| 6.                           | "Cherry Pie"                                      | Carter Shackle Williams Muckala                            | Muckala        | 3:07    |  |
| 7.                           | "Tijuana"                                         | Carter Shackle Williams Muckala                            | Muckala        | 3:03    |  |
| 8.                           | "All American"                                    | Carter Shackle Williams Muckala                            | Muckala        | 2:53    |  |
| 9.                           | "Man on the Moon"                                 | Carter Williams Muckala                                    | Muckala        | 2:48    |  |
| 10.                          | "Horoscope"                                       | Carter Shackle Williams Muckala                            | Muckala        | 3:13    |  |
| 11.                          | "I Will Wait"                                     | Carter Shackle Williams Muckala                            | Muckala        | 3:24    |  |
| Duração total:               | Duração total:                                    | Duração total:                                             | Duração total: | 34:33   |  |

| All American - faixas bônus da edição japonesa |                                                            |                                                                       |         |  |
| N.º                                            | Título                                                     | Compositor(es)                                                        | Duração |  |
| 12.                                            | "Left for Dead"                                            | Bryan Shackle Matt Mahaffey                                           | 3:01    |  |
| 13.                                            | "In Over My Head"                                          | Carter Nicholas "Ras" Furlong Andy Goldstein Allen Lewis Graham Stone | 3:01    |  |
| 14.                                            | "Nothing's Gonna Change My Love for You" (dueto com Nissy) | Michael Masser Gerry Goffin                                           | 4:28    |  |
| Duração total:                                 | Duração total:                                             | Duração total:                                                        | 45:03   |  |

| Conteúdo bônus em DVD – Edição deluxe CD+DVD japonesa |                                                    |               |         |  |
| N.º                                                   | Título                                             | Diretor       | Duração |  |
| 1.                                                    | "I Will Wait" (Vídeo musical)                      | Kevin Estrada |         |  |
| 2.                                                    | "19 in 99" (Vídeo musical/versão japonesa)         | Kevin Estrada |         |  |
| 3.                                                    | "All American: Behind the Scenes of the Recording" | -             |         |  |

## Desempenho nas tabelas musicais

### Posições semanais
| Tabela musical (2016)              | Melhor posição |
| ---------------------------------- | -------------- |
| Canadá - Billboard Canadian Albums | 99             |
| Japão - Oricon Albums Chart        | 27             |

## Histórico de lançamento
| Região         | Data                    | Formato             | Gravadora             | Ref.   |
| -------------- | ----------------------- | ------------------- | --------------------- | ------ |
| Estados Unidos | 25 de novembro de 2015  | Download digital    | Kaotic, Inc.          | [ 14 ] |
| Japão          | 10 de fevereiro de 2016 | CD download digital | Universal Music Japan | [ 15 ] |
| Canadá         | 11 de março de 2016     | CD download digital | Kaotic, Inc.          | [ 9 ]  |